# Hiske Versprille
Hiske Versprille (Sneek, 1982) is een Nederlandse culinair journalist. 

## Leven
Na haar studie Wijsbegeerte en Ethiek aan de Universiteit van Amsterdam werkte ze enkele jaren als kok in 't Brouwerskolkje in Overveen. Na een tijdje in Londen te hebben gewerkt in gastropub The Three Coins werkte ze in Amsterdam bij de restaurants Wilde Zwijnen en het Italiaanse restaurant Toscanini.
Ze begon in 2004 na haar stageperiode als algemeen verslaggever en restaurantrecensent bij Het Parool in Amsterdam. Als culinair recensent werd ze daar de opvolger van Johannes van Dam. In haar rubriek Proefwerk schreef ze naast culinaire recensies over voeding en voedsel. Na zeven jaar voor Het Parool te hebben gewerkt werd Versprille recensent voor de Volkskrant als opvolger van Mac van Dinther. Daarmee verlegde ze haar werkterrein van Amsterdam naar heel Nederland. Voor de Volkskrant bezoekt zij wekelijks een Nederlands restaurant, van tweesterrenrestaurant tot shoarmazaak.
Haar gesprekken met chefs-kok publiceert zij op haar podcast Cheft. Voor de Correspondent schreef ze over de zuivelindustrie.
In 2014 won Versprille de journalistenprijs De Tegel voor haar publicaties over de fraude met paardenvlees door de Amsterdamse 'biefstukkenkoning' Piet de Leeuw. Het restaurant bleek paardenvlees als runderbiefstuk te presenteren.
In 2016 eindigde Versprille als tweede in de quiz De Slimste Mens en in 2017 won zij de De Grote Geschiedenisquiz.

## H.M. Versprilleplantsoen

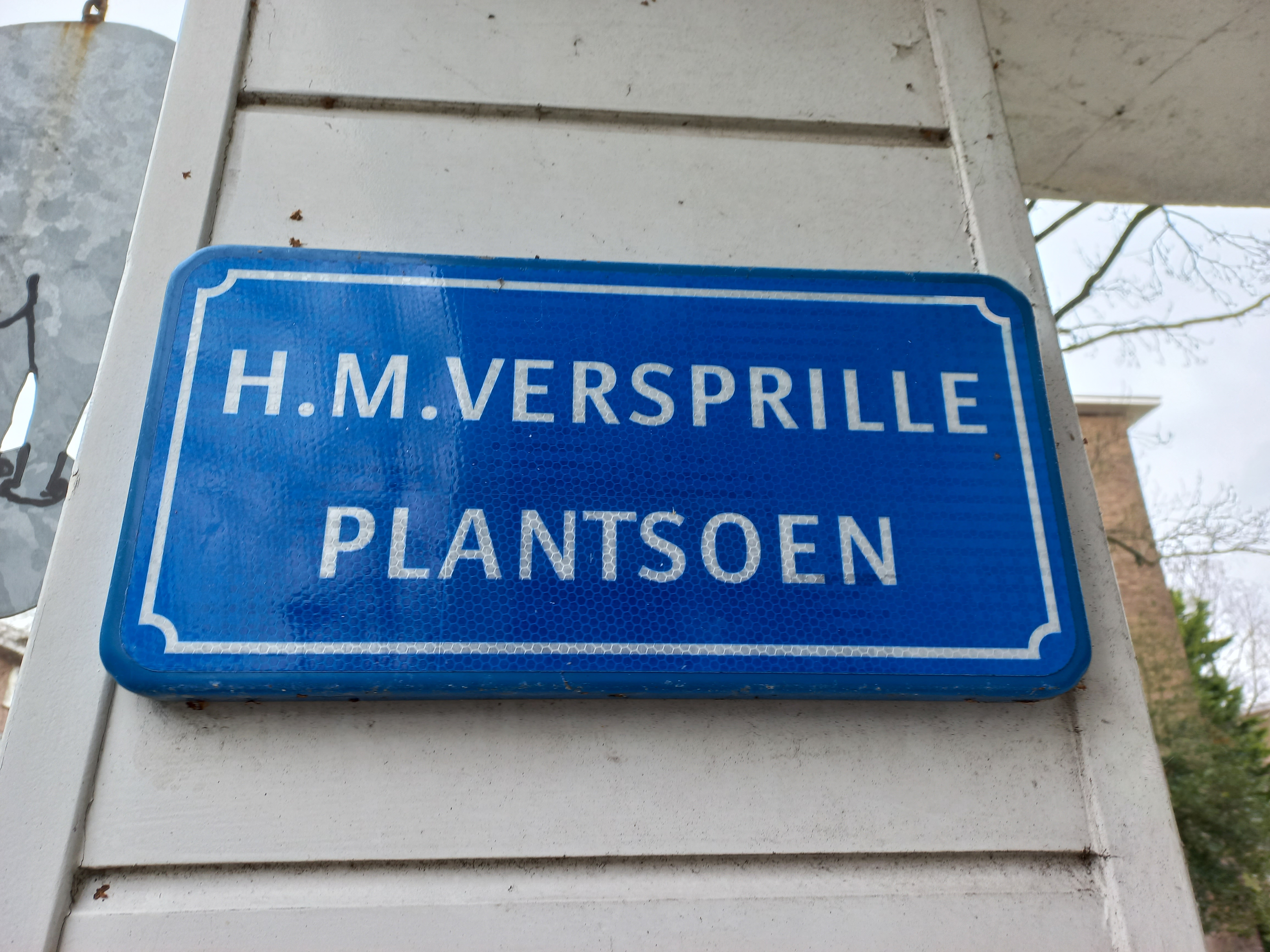
H.M. Versprilleplantsoen (februari 2024)

Het H.M. Versprilleplantsoen is een eerbetoon van een plaatselijk ondernemer aan Hiske Versprille. Verspille bedacht voor de lockdowns tijdens de coronapandemie (2021) een zogenaamde Borreltas, een tas met borrelgarnituren. Deze konden klanten elektronisch bestellen en dan afhalen bij het voorportaal van een winkel op de hoek van de Uiterwaarden- en Hoendiepstraat. Als dank hing de ondernemer aldaar een straatnaambord op. Een plantsoen is het echter niet; het is een onderdoorgang onder een gevelpunt dat alleen ondersteund wordt door een pilaar. 